# Гота WD 14
Гота WD 14 је био двомоторни торпедни хидроавион направљен у Немачкој за време Првог светског рата. Авион је први пут полетео 1916. године а произвела га је фирма Gothaer Waggonfabrik.  Коришћен је за заштиту немачког приобаља за време Првог светског рата.

## Пројектовање и развој
Немачкој морнарици је био потребан поморски авион великог домета са способношћу да носи торпедо нормалних димензија. Спецификација и наредба за израду прототипа издати су већ у пролеће 1916. године, а 21. јуна авион је био спреман за тестирање.
Током испитивања, хидроавион Гота WD 14 показао је задовољавајуће летне особине, а 16. јануара 1917. прототип је званично пребачен у надлежност царске морнарице.
Пројектован је на основу авиона Гота WD 11, имао је два јача мотора Benz Bz III постављена на доњем крилу; у носу и репу трупа били су уграђени митраљези. Произведени авиони су се разликовали од прототипа - били су нешто већи. Укупна је наручено 69 авиона, они су веома ограничено коришћени за предвиђену намену (торпедни авион), јер је мала брзина чинила авион изузетно рањивим. Па је авион углавном коришћен као извиђач или бомбардер а касније и као авион за обуку.

## Технички опис
Труп је био дрвене конструкције, правоугаоног попречног пресека обложен шпером. Ширина трупа авиона је дозвољавала да пилот и посматрач седе раме уз раме у отвореном кокпиту, заштићени само ветробранским стаклом. Иза њихових леђа налазило се седиште репног стрелца.
Авион Гота WD.14 је имао два линијска шестоцилиндрична мотора 2 х Benz Bz.IV снаге 200 KS са воденим хлађењем сметених у гондоле. Гондоле су била метална кућишта смештена између горњих и доњих крила. Поред мотора у њима су били смештени хладњак за расхладну течност, хладњак за уље и резервоари за гориво и уље. Мотори су били окренути у смера кретања авиона па су на вратилима мотора биле постављене дрвене двокраке вучне елисе. Изнад мотора су били причвршћени хладњаци за расхладну течност мотора.
Крила су била класичне дрвене конструкције са две рамењаче релативно танког профила пресвучена импрегнираним платном. Облик крила је био правоугаони, а димензије горњих и доњих крила су биле исте. Крила су између себе била повезана са сваке стране крила са по три пара дрвених упорница и затезачима од челичне жице. Крилца за управљање авионом су се налазила и на горњим и доњим крилима. Веза између крилаца је била крута. Крила су била опремљена шаркама што је омогућавало да се склопе за складиштење авиона у хангар. Реп авиона се састоји од једног хоризонталног стабилизатора на чијим се крајевима налазе вертикални стабилизатори. Сви стабилизатори као и кормила правца и висине су направљени као и крила, дрвене конструкције пресвучене платном.
Стајни трап уместо точкова авион је био опремљен паром пловака који су му омогућавали да авион слеће и полеће са водених површина. Носачи пловака су били решеткаста конструкција направљена од челичних цеви.
Авион је био наоружан са два митраљеза Парабелум калибра 7,9 mm. Један митраљез је био постављен у кљун авиона за заштиту авиона из предње сфере а други се налазио код другог стрелца који је седео иза пилота, био је окренут ка репу авиона и задатак му је био заштита авиона са задње сфере. Сваки од митраљеза био је снабдевен са по 500 метака. Поред овога авион је био наоружан једним торпедом димензија 450 mm и максималне тежине 726 kg. Торпедо је било закачено за труп авиона између пловака. Код бомбардерске варијанте авион је могао да понесе око 300 kg бомби.

## Варијанте
- WD.14 - Двомоторни торпедни бомбардер
- WD.20 - Двомоторни извиђачки авион великог долета, WD.14 - са додатним резервоарима; направљена три авиона.
- WD.22 - Четворомоторни извиђачки авион великог долета, то је у ствари авион WD.14, погоњен са два вучна мотора Мерцедес  снаге 2 х 160 KS (120 kW) и два потисна мотора Мерцедес  снаге 2 х 100 KS (75 kW), смештених у гондоле на доњим крилима у тандемском распореду (један иза другог); направљена  два авиона.

## Оперативно коришћење
Летелица је ушла у употребу у јануару 1917. године на Северном мору. Првих 16 испоручених авиона првобитно је коришћено у ваздушним извиђачким мисијама великог домета, док су од 25. марта 1917. године биле оперативни као торпедни авиони. Током операција као торпедни авион потопљена су три трговачка брода а један авион је оборен противавионском ватром.
У међувремену, WD 14 је коришћен у неколико ратних операција, међутим, његове перформансе нису биле задовољавајуће. Због карактеристика коришћених торпеда, предвиђен је лет на надморској висини између 6 и 9 m од површине мора, а затим ослобађање торпеда на 600 m од циља, чинећи авион и посаду изузетно рањивим на непријатељску ватру, са конкретном могућношћу великих губитака авиона и посада, тако да је команда царске морнарице проценила такве губитке неоправданима.
Од краја 1917. године одлучено је да се летелици додели друга улога: уместо торпеда опремљена је додатним резервоаром за гориво, и коришћена је у ваздушним извиђачким мисијама великог домета изнад Северног мора, уместо спорих и рањивих дирижабала.
Аустроугарска морнарица је користила овај авион за извиђања на Јаданском мору као и на Италијанском и Балканском ратишту.

## Земље које су користиле овај авион
- Аустроугарска
- Немачко царство